# Saint-Sylvestre-Pragoulin
Saint-Sylvestre-Pragoulin – miejscowość i gmina we Francji, w regionie Owernia-Rodan-Alpy, w departamencie Puy-de-Dôme.
Według danych na rok 1990 gminę zamieszkiwały 1102 osoby, a gęstość zaludnienia wynosiła 46 osób/km² (wśród 1310 gmin Owernii Saint-Sylvestre-Pragoulin plasuje się na 198. miejscu pod względem liczby ludności, natomiast pod względem powierzchni na miejscu 341.).